# Durmuş
Durmuş ist ein türkischer männlicher Vorname mit der Bedeutung stehengeblieben. Bei durmuş handelt es sich um ein Verb zum Wortstamm dur, was 'stehen' oder 'stoppen' bedeutet. Der Name soll den Wunsch nach einem langen Leben ausdrücken; historisch wurde dieser Name früher oft von Familien für das neue Kind verwendet, um den Wunsch nach dem Überleben, also „Lebendigbleiben“, des Kindes zum Ausdruck zu bringen. Der Vorname tritt auch als Familienname auf.

## Verbreitung
Der Name Durmus wird in Deutschland selten vergeben, in den letzten 10 Jahren rund 20 Mal. In der Schweiz tragen 34 Personen den Namen (Stand 2023). Der Name taucht in Österreich seit 1995 fast jedes Jahr in den Hitlisten auf, jedoch ist er nicht sehr beliebt. Von 1984 bis 2023 wurde er 22 Mal vergeben. In den Niederlanden kommt der Name seit Anfang der 1970er Jahre in der Namensgebung vor, er gilt aber als mäßig beliebter Vorname. Der Name wird in Frankreich seit Ende der 1970er Jahr bei der Namenswahl berücksichtigt, seit der Jahrtausendwende aber nur noch selten. Seine Vergabe ist auch in Belgien, Dänemark und England nachgewiesen.

## Namensträger

### Vorname
- Durmuş Bayram (* 1986), türkischer Fußballspieler

### Familienname
- Ali Nail Durmuş (* 1970), türkischer Fußballspieler und -trainer
- Ali Yağız Durmuş (* 1996), türkischer Schauspieler
- Besim Durmuş (* 1965), türkischer Fußballspieler und -trainer
- Gamze Durmuş Pakkan, türkische Fußballschiedsrichterin
- Gökhan Durmuş (* 1987), türkischer Fußballspieler
- Hakan Durmuş (* 1973), deutsch-türkischer Rapper, siehe Killa Hakan
- İlkay Durmuş (* 1994), türkisch-deutscher Fußballspieler
- Naşide Gözde Durmuş (* 1985), türkische Genetikerin
- Osman Durmuş (1947–2020), türkischer Mediziner und Politiker
- Sefa Durmuş (* 1991), türkischer Fußballspieler
- Semih Durmuş (* 1991), türkischer Fußballspieler
- Serkan Durmus (* 1986), türkischer Schauspieler
- Uğur Durmuş (* 1988), türkischer Fußballspieler